# بروس مورتون
بروس مورتون (بالإنجليزية: Bruce Morton) هو صحفي أمريكي، ولد في 28 أكتوبر 1930 في نوروولك في الولايات المتحدة، وتوفي في 5 سبتمبر 2014 في واشنطن العاصمة في الولايات المتحدة.